# Szergej Szergejevics Prokofjev
Szergej Szergejevics Prokofjev (oroszul: Сергей Сергеевич Прокофьев; Szoncivka, 1891. április 23. – Moszkva, 1953. március 5.) orosz származású szovjet zeneszerző és zongoraművész, a 20. századi komolyzene egyik legkiemelkedőbb alakja. Elsősorban népszerű balettdarabjai által ismert, de Szergej Mihajlovics Eisenstein szovjet filmrendezővel közösen ő fedezte fel a film és a zene összhangjának fontosságát, amivel végleg meghatározta az egyetemes filmművészetet.

## Élete
1891. április 23-án született az ukrajnai Szoncivkában, az Orosz Birodalomban. Édesanyja segítségével – aki zongorázni tanította – kisgyermekkorában kezdte meg zenei tanulmányait. Ötéves korában már zongoradarabokat komponált, nyolcévesen pedig már operát írt. 1903-ban kezdte el tanulmányait a pétervári konzervatóriumban, ahol többek között Rimszkij-Korszakov is a tanára volt.
1908-ban lépett fel először, saját művének, az Ördögi látomásoknak a bemutatásával. 1914-ben bemutatták a Szkíták című zenekari szvitjét, ami feltűnést keltett. Ugyanebben az évben kapta meg diplomáját, és Anton Rubinstein díjjal tüntették ki első nagy műve, a Desz-dúr zongoraverseny előadásáért. 1918-ban koncertkörútra indult Szibérián, Japánon és Honolulun keresztül az Egyesült Államokba. 1921-ben mutatták be a chicagói opera megrendelésére írott operáját, A három narancs szerelmesét.
Ezután tíz évig Párizsban élt. 1927-ben hazalátogatott a Szovjetunióba, ahol lelkesen ünnepelték az akkor már világhírű zeneszerzőt. A Perszimfansz dirigens nélküli zenekarral is fellépett. 1932-ben – a szovjet rendszerrel kapcsolatos összes kétsége dacára – hazatért. 1935-ben komponálta meg a Rómeó és Júlia balettzenéjét.
A második világháború alatt hazafias műveket írt. 1943-ban magas kitüntetésben, 1948-ban viszont megalázó bírálatban részesült. Ez oda vezetett, hogy direkt politikai mondanivalójú zenedarabokkal (kantátákkal) kellett bizonyítania önbírálatát. 1951-ben újra kitüntetést kapott.
Moszkvában halt meg, 1953. március 5-én, ugyanazon a napon, amikor Sztálin.
Utolsó jelentős művét, a Kővirág című táncjátékát 1954-ben mutatták be.
Unokája, Szergej Olegovics Prokofjev az Általános Antropozófiai Társaság vezetőségi tagja.

## Művei

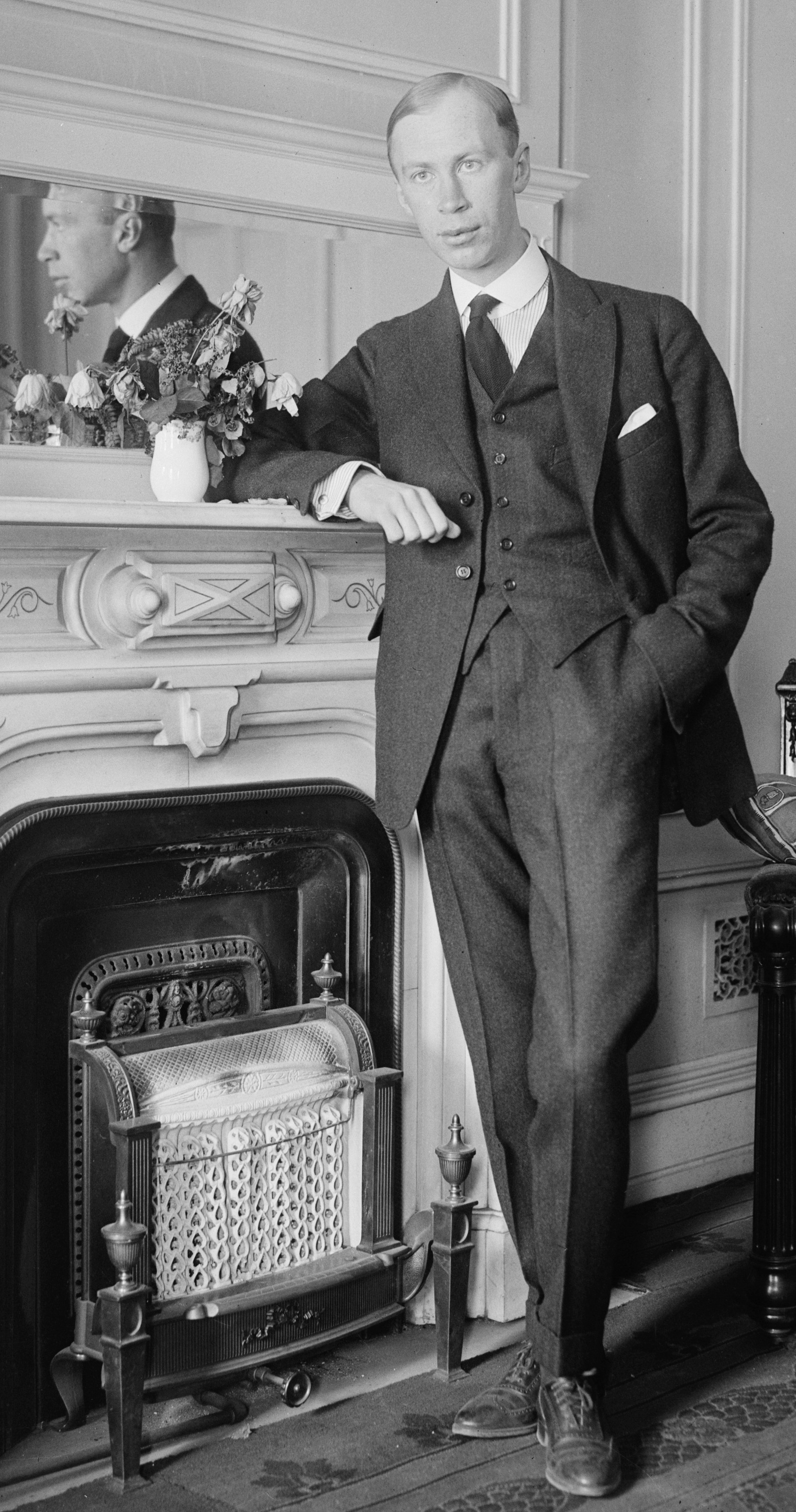
Szergej Prokofjev

### Zenekari művek

#### Szimfóniák
- Sinfonietta in A, Op. 5 (Op. 48-ként átdolgozva)
- Symphony No. 1 „Klasszikus” (D-dúr), Op. 25 (1916–17)
- Symphony No. 2 „Iron and Steel” (d-moll), Op. 40 (1924)
- Symphony No. 3 (c-moll), Op. 44 (1928)
- Symphony No. 4 Op. 47 (1929–30, átdolg. Op. 112, 1947)
- Symphony No. 5 (B-dúr), Op. 100 (1945)
- Symphony No. 6 (esz-moll), Op. 111 (1947)
- Symphony No. 7 (cisz-moll), Op. 131 (1951–52)
- Két fiatalkori szimfónia (1909 előtt)

#### Versenyművek

##### Zongoraversenyek
- I. (Desz-dúr) zongoraverseny, op. 10 (1911–12)
- II. (g-moll) zongoraverseny, op. 16 (1913, átdolgozva: 1923)
- III. (C-dúr) zongoraverseny, op. 26 (1917–21)
- IV. (B-dúr) zongoraverseny balkézre, op. 53 (1931)
- V. (G-dúr) zongoraverseny, op. 55 (1935)

##### Hegedűversenyek
- I. (D-dúr) hegedűverseny, op. 19 (1916–17)
- II. (g-moll) hegedűverseny, op. 63 (1934)

##### Gordonkaversenyek
- e-moll gordonkaverseny, op. 58 (1934–38)
- e-moll szimfonikus koncert gordonkára, op. 125 (1950–52, az opus 58-as gordonkaverseny átdolgozása)
- g-moll concertino gordonkára és zenekarra, op. 132 (1952, Msztyiszlav Rosztropovics gordonkaművész fejezte be Dmitrij Boriszovics Kabalevszkij zeneszerző segítségével)

### Operák
- A játékos, op. 24 (1915-17)
- A három narancs szerelmese, op. 33 (1919)
- Tüzes angyal, Op. 37 (1919–27)
- Szemjon Kotko, Op. 81 (1939)
- Eljegyzés a kolostorban, Op. 86 (1940–41)
- Háború és béke, Op. 91 (1941–52)

### Kantáták
- Rekviem, op. 72 (1962)
- A harc poémája, op. 12 (1931)
- Alekszander Nyevszkij, op. 78 (a filmzenéből)

### Balettzenék
- Ala és Lolli, Op. 20 (gyakran a 'Szkíta Svit', op. 20 keretében)
- Chout / The Buffoon, Op. 21
- Trapeze, Op. 39 (más néven Quintet, Op. 39)
- Le Pas d'acier / Acéllépés, Op. 40
- L'enfant prodigue / A tékozló fiú, Op. 46
- Sur le Borysthene, Op. 51
- Romeo és Júlia, Op. 64 (1935–36)
- Hamupipőke, Op. 87 (1940–44)
- A kővirág, Op. 118 (1948–53)

### Szimfonikus mese
- Péter és a farkas (Петя и волк – симфоническая сказка для чтеца и оркестра) Op. 67

### Zongoraművek
- 11 zongoraszonáta (kettő belőle befejezetlen)
- Visions fugitives / Tovatűnő látomások, 20 darab zongorára, Op. 22 (1915–17)
- Szarkazmusok – öt darab zongorára, Op. 17 (1912–14)

### Filmzenék
Eisenstein filmjeihez:
- A jégmezők lovagja (Alekszandr Nyevszkij)
- Rettegett Iván

## Hangfelvételek
- Szimfonietta, – Youtube.com, Közzététel: 2016. nov. 11.
- 1. szimfónia, – Youtube.com, Közzététel: 2015. máj. 1.
- 2. szimfónia, – Youtube.com, Közzététel: 2015. máj. 4.
- 3. szimfónia, – Youtube.com, Közzététel: 2015. máj. 6.
- 4. szimfónia, – Youtube.com, Közzététel: 2015. máj. 7.
- 5. szimfónia, – Youtube.com, Közzététel: 2015. máj. 3.
- 6. szimfónia, – Youtube.com, Közzététel: 2015. máj. 11.
- 7. szimfónia, – Youtube.com, Közzététel: 2015. máj. 13.

## Kötetei magyarul
- Önéletrajz és írások; vál., angolból ford. Oltványi Imre; Zeneműkiadó, Bp., 1962
- Petya és a farkas. Szimfónikus mese gyermekeknek; szöveg Szergej Prokofjev, rajz Jiři Trnka, ford. Rab Zsuzsa; Mládé letá–Móra, Pozsony–Bp., 1964
- Péter és a farkas; szöveg Prokofjev nyomán Hajnal Gabriella, fotó Szelényi Károly, ill. Hajnal Gabriella gobelinjének részletei; Móra, Bp., 1980
- Önéletrajz  Gyermekkor, tanulóévek; ford. Kerényi Mária, szerk., jegyz. M. G. Kozlova; Zeneműkiadó, Bp., 1981
- Péter és a farkas; Szergej Prokofjev zenés meséje alapján szöveg Becze Szilvia, ill. Schall Eszter; Holnap, Bp., 2017 + CD

## Dokumentumfilm
- Mestermű születik (Spotlight On, német dokumentumfilm sorozat, 2014, 3. rész (Peter und der Wolf – Geschichte eines Welterfolgs), rendezte: Axel Fuhrmann, narrátor: Kocsis Mariann) A Péter és a farkas születésének körülményei és későbbi feldolgozásainak története (Natalja Szac, Walt Disney, …)